# Сеульский диалект корейского языка
Сеульский диалект является официальным языком в Южной Корее. На нём говорят в регионе Судогвон, который включает Сеул, Инчхон и Кёнгидо.

## Особенности
Окончание, указывающее направление -ро, а также окончание -го «и» и производные от них имеют тенденцию произноситься -ру и -гу. Заметные отличия в словаре включают использование слова пусида в значении «мыть» (напр. посуду), однако это слово сейчас редко используется.